# Rathaus von Brügge

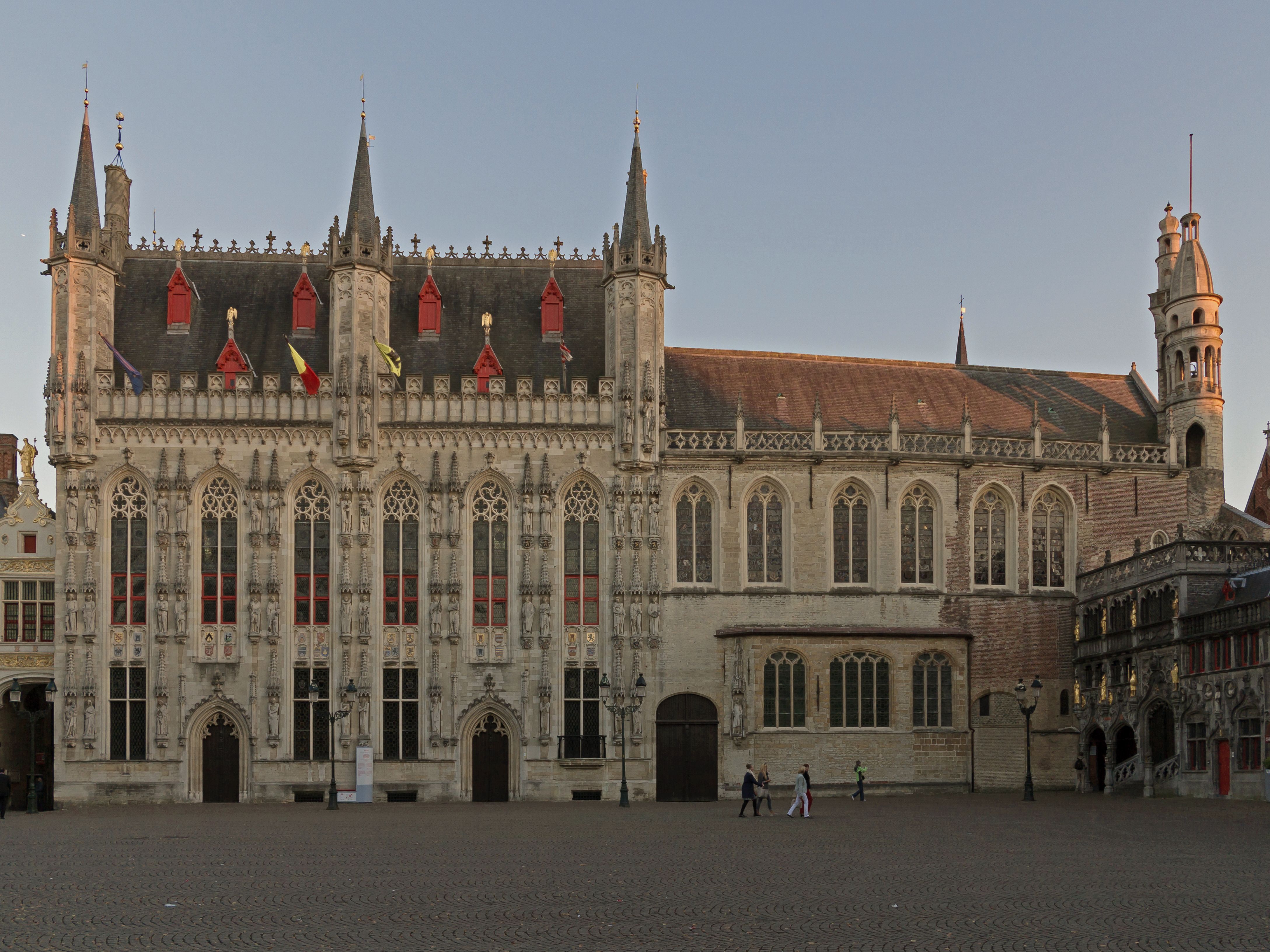
Links Rathaus, rechts Heilig-Blut-Basilika

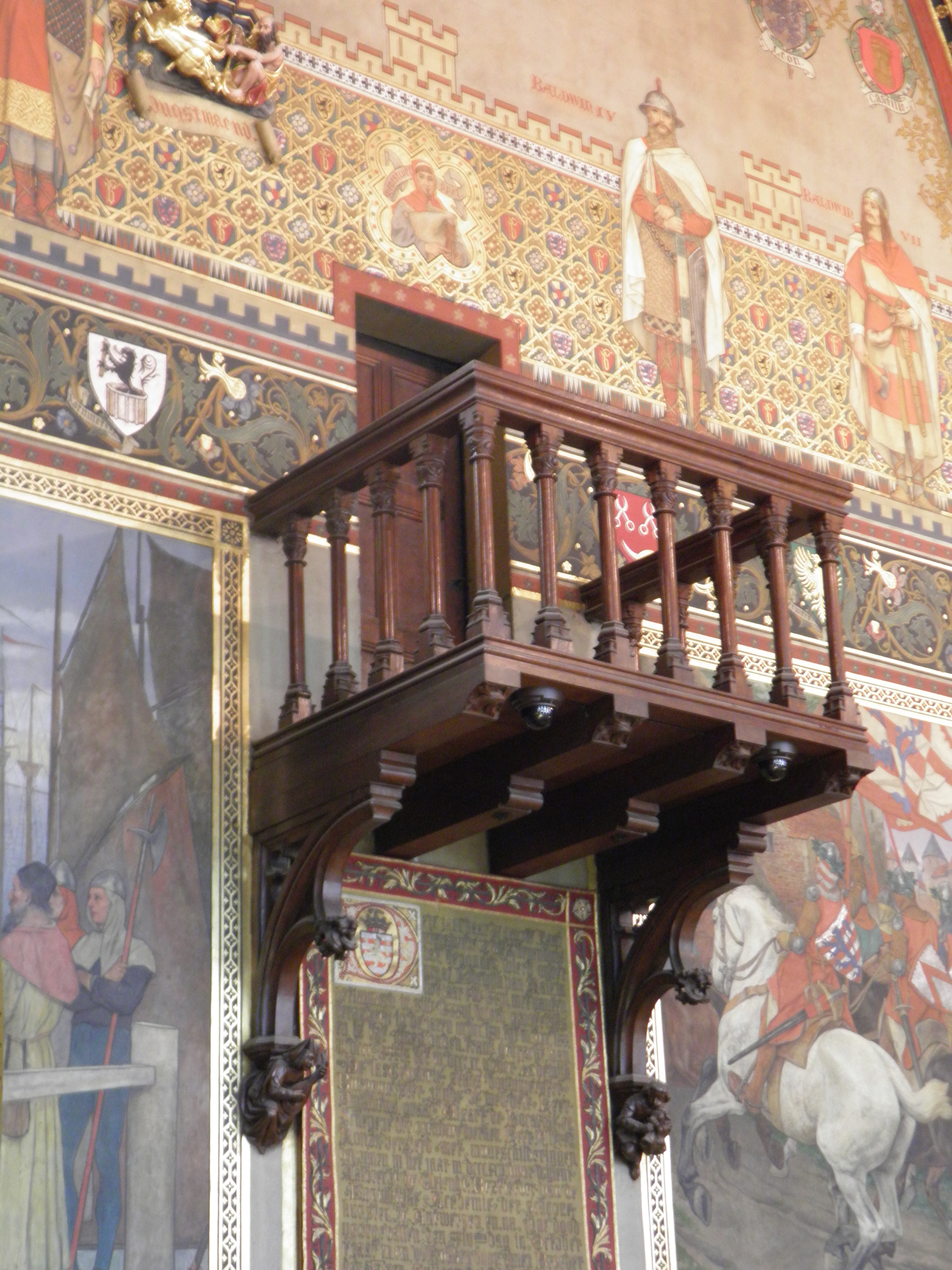
Minnsängerbalkon im Gothischen Saal

Das Rathaus von Brügge am Burgplatz ist eines der ältesten Rathäuser auf dem Gebiet der ehemaligen Burgundischen Niederlande. Es wurde 1376 errichtet und um ca. 1400 vollendet. Hier befindet sich seither der Verwaltungssitz der Stadt.

## Geschichte
Nach einem Brand im Brügger Belfried im Jahre 1280 wurde das alte Ghyselhuus am Burgplatz, das damals nicht mehr verwendete gräfliche Gefängnis, zum neuen Tagungsraum der Schöffen. 1376 ließ Graf Ludwig von Male das Ghyselhuus abreißen, um Platz für ein echtes Scepenhuus zu machen, das unter der Leitung des Maurermeisters Jan Roegiers errichtet und erst 1421 fertiggestellt wurde. Das Brügger Rathaus ist das erste monumentale spätgotische Rathaus von Flandern und Brabant und zeugt von der wirtschaftlichen und politischen Blüte der Stadt im 14. Jahrhundert.
Nach einem Brand 1887 befand sich der Innenbereich des Rathauses in einem schlechten Zustand. Zwischen 1895 und 1905 wurde die Einrichtung gemeinsam von dem Architekten Louis Delacenserie und dem Künstler Jean-Baptiste Bethune restauriert. Der kleine und der große Schöffensaal im Obergeschoss wurden zum gegenwärtigen „gotischen Saal“ zusammengefügt. Die kostbare Verzierung dieses Raums ist der Dekoration der Fassade ebenbürtig. Das imposante doppelte Schirmgewölbe aus Holz wurde restauriert und umfasst den gesamten Saal. Das Gewölbe der beiden östlichen Travéen stammt aus dem 19. Jahrhundert. Die Schlusssteine der Gewölbe enthalten Medaillons und vierlappige Verzierungen mit Abbildungen aus dem Neuen Testament sowie von Propheten, Evangelisten und Heiligen. Die Kragsteine, die das Ensemble unterstützen, wurden mit thematischen Darstellungen der Jahreszeiten, Monate und Naturelemente verziert. An den Wänden hat der Künstler Albrecht De Vriendt Szenen aus der Geschichte von Brügge gemalt. Dabei handelt es sich um zusätzliche Dekorationen im neugotischen Stil, wie auch der monumentale Prunkkamin. Das Steingewölbe aus dem Jahr 1766 in der Halle im Parterre wurde im gleichen Zeitraum durch eine historisierende Holzkonstruktion ersetzt, die von vier kompositen Säulen unterstützt wird, die diesen Saal in zwei Schiffe aufteilen.

## Architektur

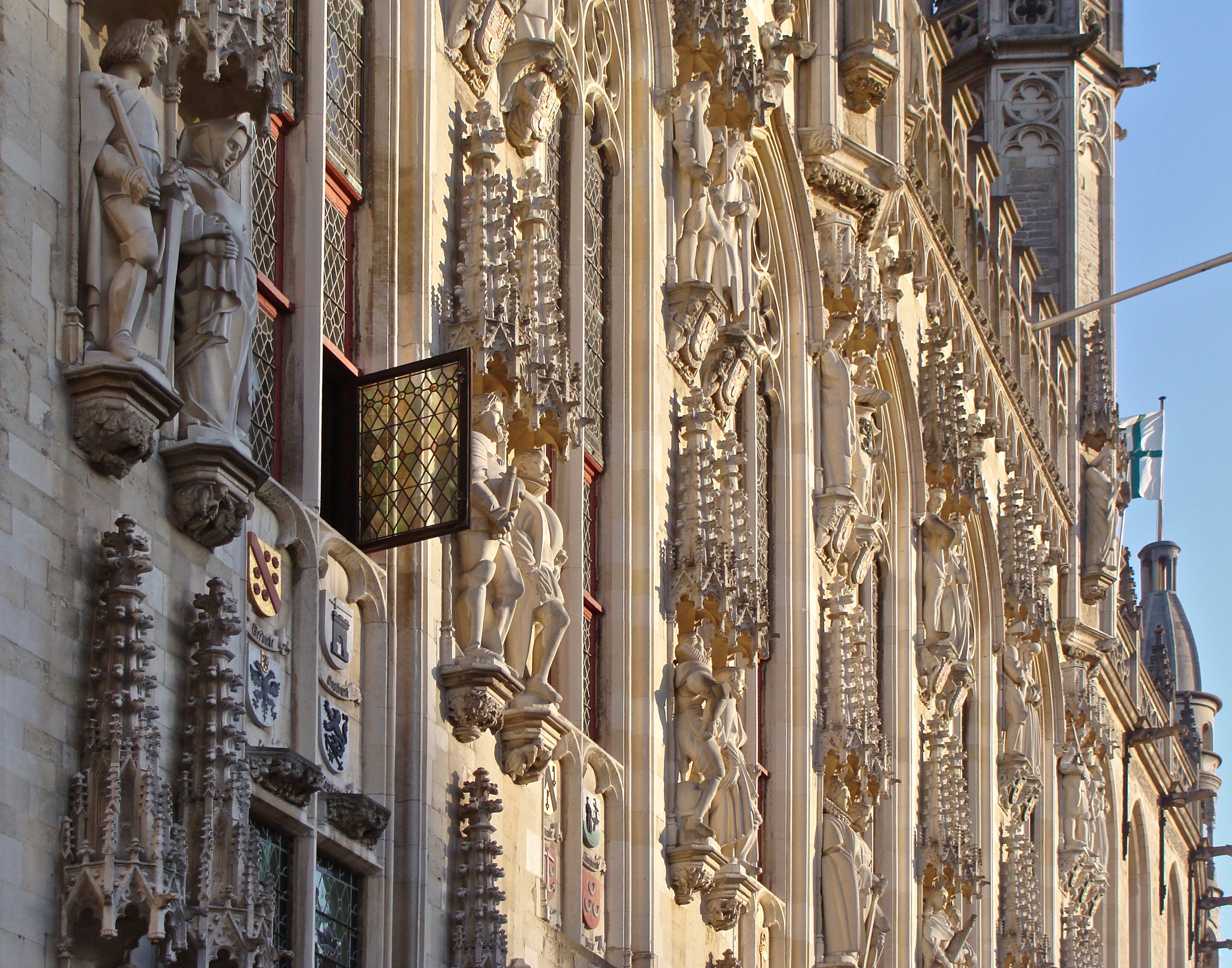
Ein Detail aus der Fassade

Die Natursteinfassade des ältesten Teils, der im Laufe des 16. und 17. Jahrhunderts mehrmals in südlicher Richtung erweitert wurde, inspirierte die Architekten der Rathäuser von Brüssel, Gent, Löwen und Oudenaarde und hat die bürgerliche Architektur von Brügge stark beeinflusst. Hier wurde zum ersten Mal die Brügger Travée angewandt, eine Giebelnische, in der die übereinanderliegenden Fenster der verschiedenen Etagen eingefasst sind.
Auf den Mauerkronen befinden sich Skulpturen historischer Figuren unter verzierten Baldachinen, die mehrmals erneuert wurden und zum skulpturalen Konzept von Jan van Valenciennes gehörten. Vor allem während der Französischen Revolution wurden viele originale Skulpturen zerstört. Einige authentische Teile dieser Skulpturen befinden sich in der Sammlung der Brügger Museen. Die zinnenbewehrte Brüstung ist mit Erkertürmen verziert. Das Satteldach wurde um einen Firstkamm ergänzt und erhielt viele Dachgauben. 1766 wurde der linke Eingang symmetrisch gegenüber dem rechten Eingang angebracht. Ursprünglich befand er sich in der ersten Travée.

Gotischer Saal
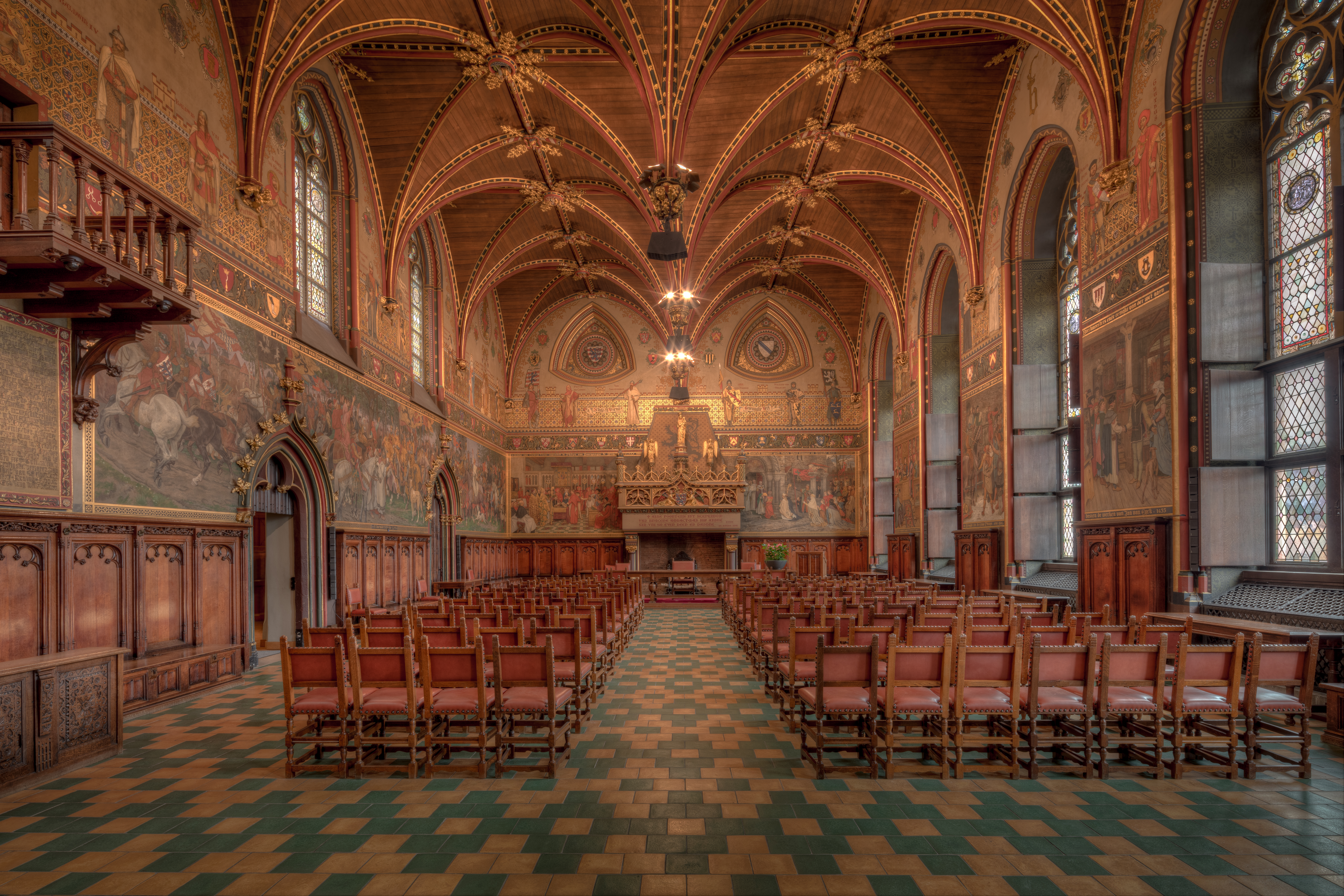
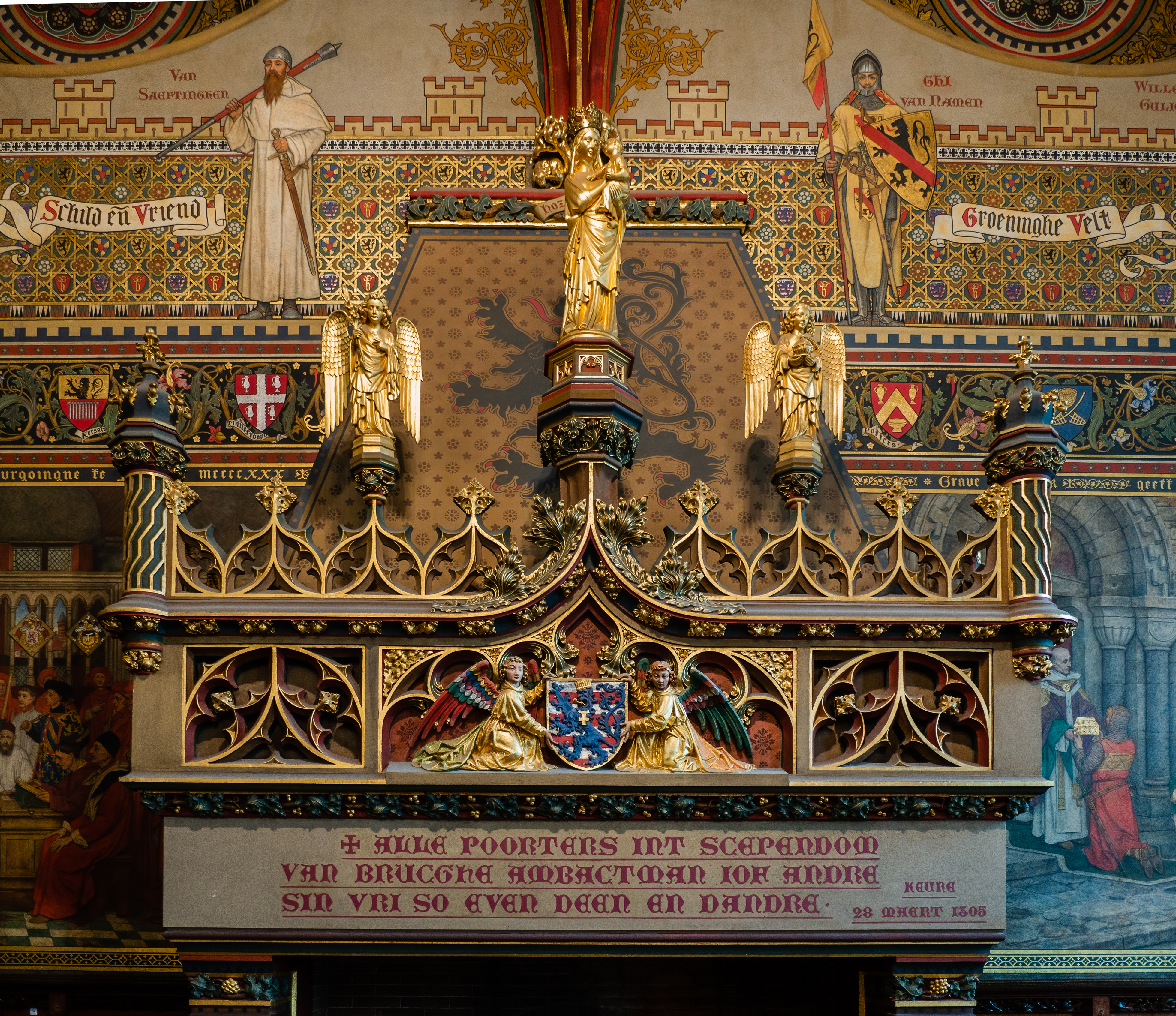
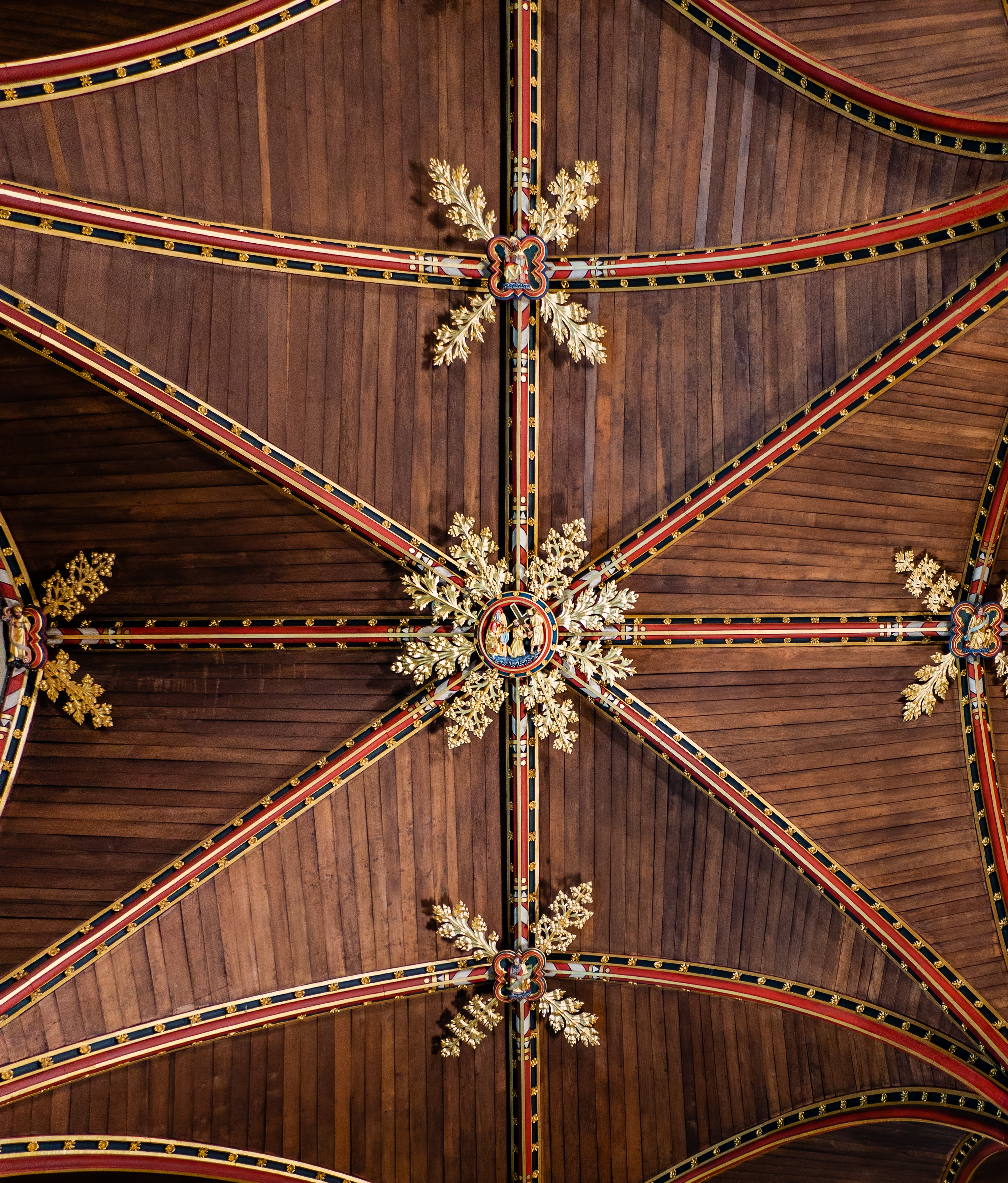